# EC Santo André
Esporte Clube Santo André, znany też jako Santo André lub EC Santo André – brazylijski klub piłkarski ze stanu São Paulo.
Największym i odwiecznym rywalem Santo André jest klub São Caetano.

## Osiągnięcia
- Copa do Brasil: 2004
- Copa São Paulo de Futebol Júnior: 2003
- Copa FPF: 2003
- Mistrz II ligi stanu São Paulo (Campeonato Paulista Série A2) (3): 1975, 1981, 2008

### 2004Copa do Brasil
Pierwsza runda
Novo Horizonte (GO) - Santo André 0:5
Druga runda
Santo André - Atlético Mineiro Belo Horizonte 3:0 i 0:2
Trzecia runda
Guarani FC Campinas - Santo André 1:1 i 0:0
Ćwierćfinał
Santo André - SE Palmeiras 3:3 i 4:4
Półfinał
Santo André - 15 de Novembro Campo Bom 3:4 i  3:1
Finał
Santo André - CR Flamengo 2:2 i 2:0

## Historia
Santo André został założony przez ludzi koniecznie pragnących mieć zawodowy klub piłkarski we własnym mieście.
Pierwsze kierownictwo klubu wybrano 4 października 1967, a w jego skład weszli następujący członkowie: prezes Newton Brandão, wiceprezesi Wigand dos Santos, Antonio Ferreira dos Santos i Hildebrando Mota Carneiro, sekretarze Nelson Cerchiari i Durval Daniel, oraz skarbnicy Matheus Guimarães Jr. i João Manha.
Pierwszy oficjalny mecz klubu miał miejsce 8 kwietnia 1968 na stadionie Américo Guazzelli. Przeciwnikiem był Santos FC, w którego składzie nie wystąpił jednak Pelé, który tylko oglądał mecz i wziął udział w uroczystościach. Santo André wygrał 2:1.
W roku 2004 Santo André zdobył pierwszy narodowy tytuł. W finale Copa do Brasil drużyna pokonała CR Flamengo z Rio de Janeiro, zyskując prawo startu w Copa Libertadores w roku 2005.

## Stadion
Santo André rozgrywa swoje mecze na stadionie Estádio Bruno José Daniel,
oddanym do użytku w 1969, o maksymalnej pojemności 18000 widzów.